# Abax carinatus
Abax carinatus là một loài bọ cánh cứng thuộc họ Carabidae đặc hữu của châu Âu và Cận Đông. Ở châu Âu, nó được tìm thấy ở Albania, Áo, Bỉ, Bosna và Hercegovina, Bulgaria, Croatia, Cộng hòa Séc, chính quốc Pháp, Đức, Hungary, chính quốc Ý, Luxembourg, Moldova, Ba Lan, România, miền nam Nga, Slovakia, Slovenia, Thụy Sĩ, Hà Lan, Ukraina và Nam Tư.

## Hình ảnh

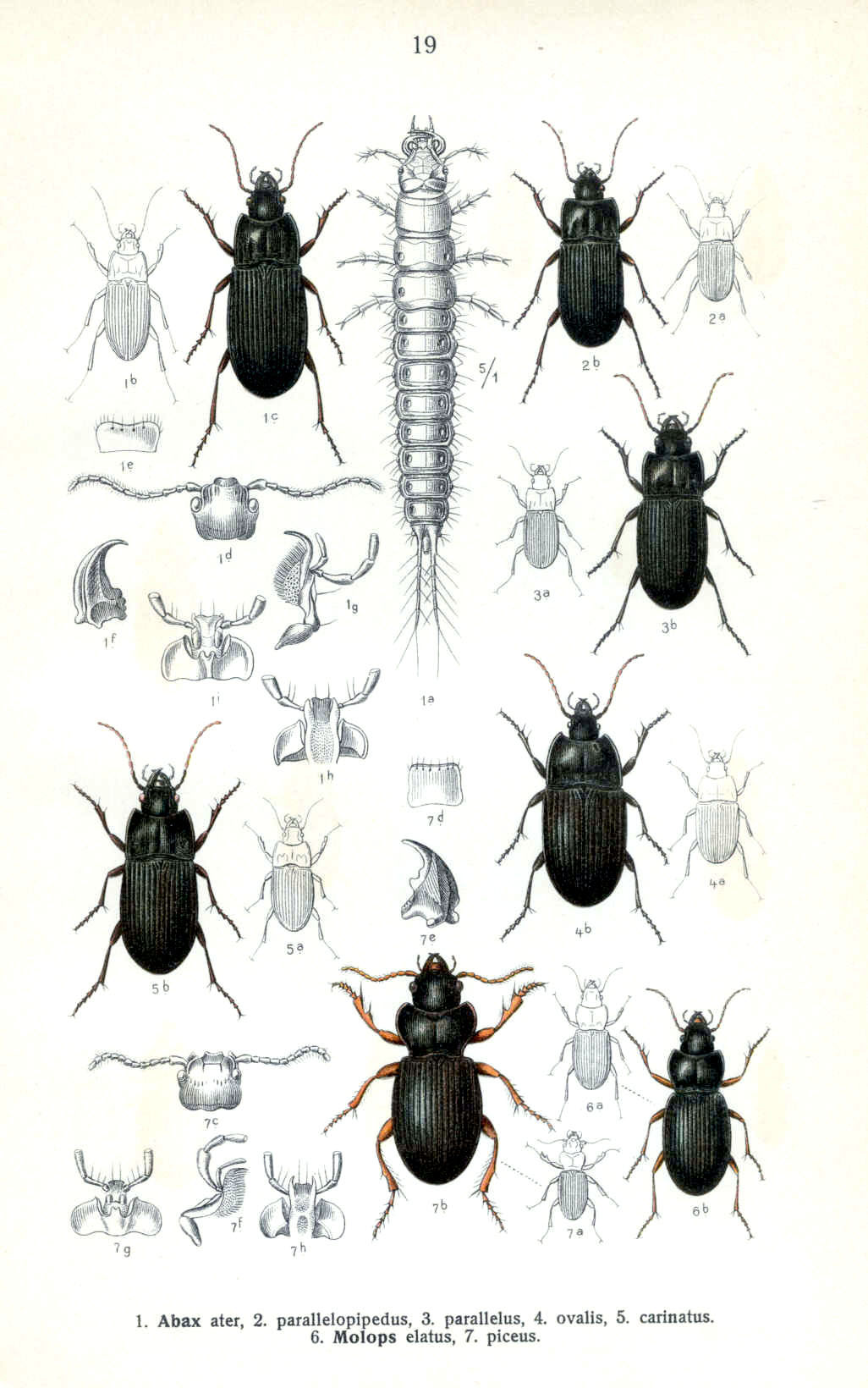
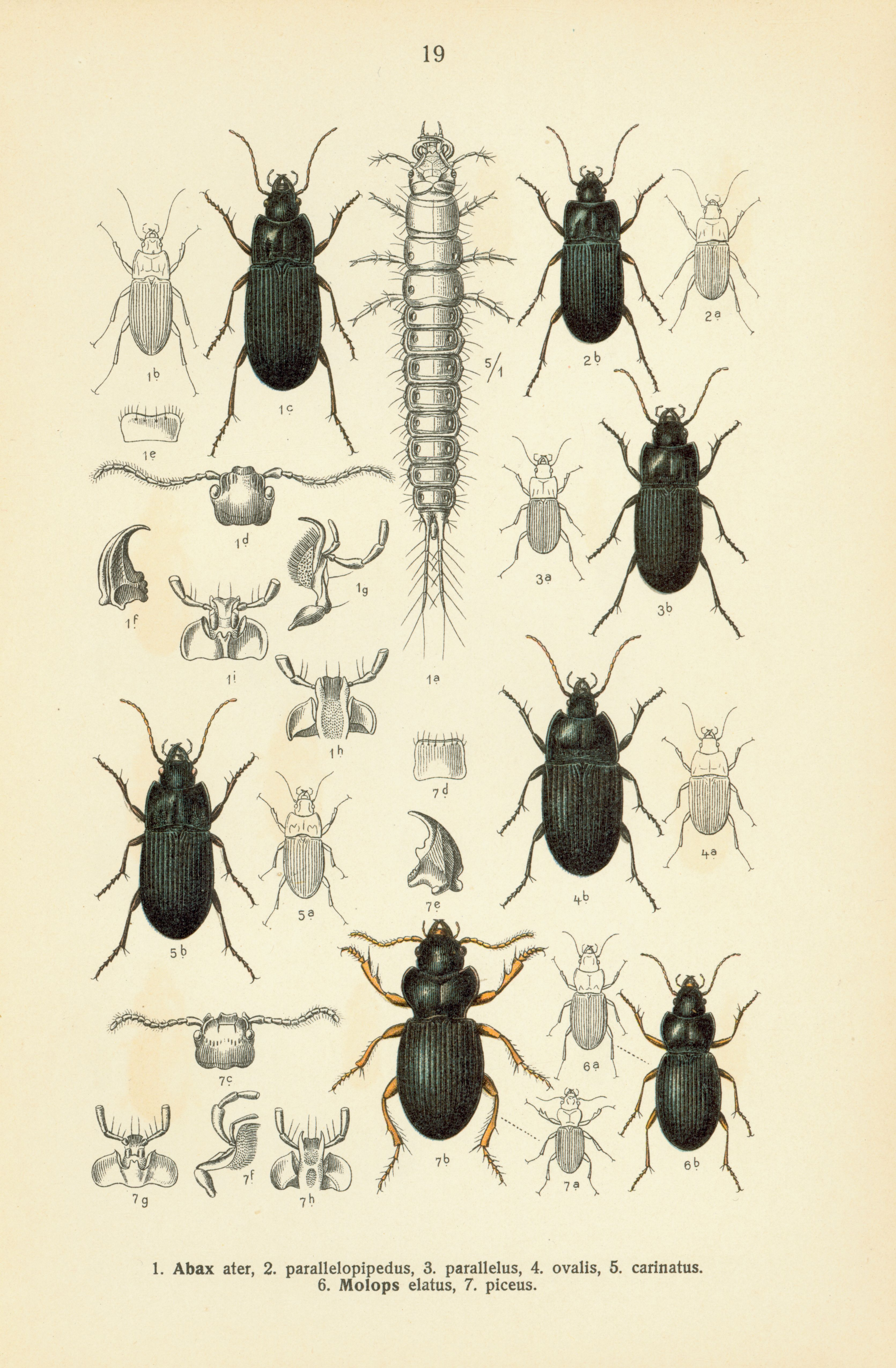